# Wilhelm Wenström
Wilhelm Wenström, född 22 oktober 1822 i Näset, Skinnskattebergs socken, död 28 januari 1901 i Hedvig Eleonora församling i Stockholm, var en svensk ingenjör och disponent.

## Biografi
Wilhelm Wenström var son till Carl Petter Wenström från Västerås, som vid sonens födelse var komminister i Skinnskattebergs församling, men som innan dess varit rektor. Modern Helena Maria Harkman tillhörde en släkt som i flera generationer varit verksamma inom utbildning och i kyrkan. Sonen Wilhelm, det sjunde av tio barn och yngre bror till Carl Edmund Wenström, gick först Bergsskolan i Filipstad och fördjupade sedan sina kunskaper vid Teknologiska institutet i Stockholm, där han blev ingenjör.
Under Wenströms yrkesverksamma liv hade han tjänst på flera ställen som bygg- och smidesmästare, däribland Hällefors bruk där sonen Jonas Wenström föddes. Han var under en tid ombud för John Ericssons patent i Sverige.
För eftervärlden har Wenströms namn gått vidare dels som far till den mer berömde sonen, dels som arkivbildare. I hans arkiv, som finns på Tekniska museet, finns mycket material om tekniken vid bruken under hans levnad.
Wenström var gift med sin kusin på deras respektive möderne, Maria von Zweigbergk. Han var också far till företagsledaren Georg Wenström och till den framgångsrika kokboksförfattaren och översättaren Kerstin Wenström (1860-1943).